# Comté de Wheeler (Géorgie)
Pour les articles homonymes, voir Comté de Wheeler.
Le comté de Wheeler est un comté de Géorgie, aux États-Unis. Il a été nommé en hommage au militaire Joseph Wheeler.

## Démographie
| 1920  | 1930  | 1940  | 1950  | 1960  | 1970  |
| ----- | ----- | ----- | ----- | ----- | ----- |
| 9 817 | 9 149 | 8 535 | 6 712 | 5 342 | 4 596 |

| 1980  | 1990  | 2000  | 2010  | - | - |
| ----- | ----- | ----- | ----- | - | - |
| 5 155 | 4 903 | 6 179 | 7 421 | - | - |